# Russell Group
Le Russell Group est un réseau de vingt-quatre des plus grandes universités au Royaume-Uni axées sur la recherche scientifique. Fondé en 1994, il a pour objet de représenter leurs intérêts politiques et économiques de ses membres, notamment auprès du gouvernement du Parlement du Royaume-Uni. Le Russell Group est nommé ainsi d'après l'hôtel Russell (ou Hôtel Kimpton Fitzroy) situé dans le quartier de Bloomsbury à Londres, où les premières réunions informelles ont eu lieu.
Les universités membres sont généralement perçues comme les meilleures universités du Royaume-Uni, bien que cela fasse l'objet de débats. En 2017, les membres du Russell Group reçoivent plus des trois quarts de tous les financements et contrats de recherche universitaire au Royaume-Uni. Les membres du Russell Group délivrent 60 % de tous les doctorats obtenus au Royaume-Uni. Les diplômés du Russell Group occupent 61 % de tous les emplois au Royaume-Uni nécessitant un diplôme universitaire, bien qu’ils ne représentent que 17 % de l’ensemble des diplômés de l’enseignement supérieur.

## Histoire
Le Russell Group est fondé en 1994 par 17 universités de recherche britanniques : les universités de Birmingham, Bristol, Cambridge, Edimbourg, Glasgow, Imperial College London, Leeds, Liverpool, London School of Economics, Manchester, Newcastle, Nottingham, Oxford, Sheffield, Southampton, University College de Londres et de Warwick. A l'exception de cette dernière, les membres fondateurs du groupe étaient tous des universités avant la Première guerre mondiale.
En 1998, les universités de Cardiff et de King's College rejoignent le Russell Group.

## Le groupe

### Objectifs
Le Russel Group affirme que "son objectif est d'aider à veiller à ce que les universités membres dispose des conditions optimales pour prospérer et continuer à avoir un impact social, economique et culturel grâce à un enseignement et une recherche de renommée mondiale".
Le groupe travaille en ce sens en menant des actions de lobbying auprès du gouvernement britannique et du parlement, en commandant des rapports et des recherches, en créant un espace de discussions au sein duquel ses membres peuvent discuter des problématiques les concernant, ainsi qu'en identifiant les opportunités pour travailler ensemble.

### Gouvernance
Le Russel Group est dirigé par Tim Bradshaw et présidé par Chris Day, vice-chancelier de l'université de Newcastle.
| Nom              | Dates     | Université |
| ---------------- | --------- | ---------- |
| Colin Lucas      | 2000–2003 | Oxford     |
| Michael Sterling | 2003–2006 | Birmingham |
| Malcolm Grant    | 2006–2009 | UCL        |
| Michael Arthur   | 2009–2012 | Leeds      |
| David Eastwood   | 2012–2015 | Birmingham |
| David Greenaway  | 2015–2017 | Nottingham |
| Anton Muscatelli | 2017–2020 | Glasgow    |
| Nancy Rothwell   | 2020–2023 | Manchester |
| Chris Day        | 2023–2026 | Newcastle  |

## Universités membres
Le Russel Group compte vingt-quatre membres, dont vingt universités anglaises, deux universités écossaises, une université galloise et une université nord-irlandaise.
Le tableau ci-dessous liste les universités membres, l'année de leur adhésion au groupe ainsi que des statistiques sur le nombre d'étudiants et de membres du personnel.
| Université                        | Année d'adhésion | Etudiants du premier cycle universitaire (Undergraduate students) (2021/22) | Etudiants du deuxième cycle universitaire (Postgraduate students) (2021/22) | Total étudiants (2021/22) | Total personnel académique (2022/23) |
| --------------------------------- | ---------------- | --------------------------------------------------------------------------- | --------------------------------------------------------------------------- | ------------------------- | ------------------------------------ |
| Université de Birmingham          | 1994             | 25,150                                                                      | 12,840                                                                      | 37,990                    | 3,195                                |
| Université de Bristol             | 1994             | 23,055                                                                      | 8,425                                                                       | 31,485                    | 2,830                                |
| Université de Cambridge           | 1994             | 13,645                                                                      | 8,960                                                                       | 22,610                    | 4,935                                |
| Université de Cardiff             | 1998             | 23,765                                                                      | 10,220                                                                      | 33,985                    | 2,540                                |
| Université de Durham              | 2012             | 17,395                                                                      | 4,835                                                                       | 22,230                    | 1,745                                |
| Université d'Edimbourg            | 1994             | 26,000                                                                      | 15,245                                                                      | 41,250                    | 4,200                                |
| Université d'Exeter               | 2012             | 23,755                                                                      | 8,710                                                                       | 32,465                    | 2,320                                |
| Université de Glasgow             | 1994             | 23,460                                                                      | 19,520                                                                      | 42,980                    | 3,155                                |
| Imperial College London           | 1994             | 11,740                                                                      | 9,730                                                                       | 21,470                    | 3,715                                |
| King's College de Londres‡        | 1998             | 23,225                                                                      | 18,270                                                                      | 41,490                    | 3,850                                |
| Université de Leeds               | 1994             | 27,015                                                                      | 10,175                                                                      | 37,190                    | 3,040                                |
| Université de Liverpool           | 1994             | 22,265                                                                      | 6,415                                                                       | 28,680                    | 2,440                                |
| London School of Economics‡       | 1994             | 5,575                                                                       | 7,400                                                                       | 12,975                    | 1,095                                |
| Université de Manchester          | 1994             | 30,900                                                                      | 15,505                                                                      | 46,410                    | 4,195                                |
| Université de Newcastle upon Tyne | 1994             | 20,760                                                                      | 6,520                                                                       | 27,280                    | 2,525                                |
| Université de Nottingham          | 1994             | 28,690                                                                      | 8,570                                                                       | 37,260                    | 2,870                                |
| Université d'Oxford               | 1994             | 15,685                                                                      | 11,610                                                                      | 27,290                    | 6,005                                |
| Queen Mary University of London‡  | 2012             | 17,430                                                                      | 8,615                                                                       | 26,045                    | 2,065                                |
| Université Queen's de Belfast     | 2006             | 17,970                                                                      | 7,325                                                                       | 25,295                    | 1,775                                |
| Université de Sheffield           | 1994             | 20,040                                                                      | 10,820                                                                      | 30,860                    | 2,855                                |
| Université de Southampton         | 1994             | 15,110                                                                      | 8,685                                                                       | 23,795                    | 2,060                                |
| University College de Londres‡    | 1994             | 23,800                                                                      | 23,030                                                                      | 46,830                    | 6,460                                |
| Université de Warwick             | 1994             | 18,955                                                                      | 9,870                                                                       | 28,825                    | 2,270                                |
| Université d'York                 | 2012             | 15,350                                                                      | 8,070                                                                       | 23,420                    | 1,810                                |

Notes:
‡ Institution membre de l'Université de Londres, délivrant ses propres diplômes.

## Classements
| Université                      | ARWU 2024 (Mondial) | QS 2025 (Mondial) | THE 2024 (Mondial) | Complete 2025 (National) | Guardian 2025 (National) | Times/Sunday Times 2024 (National) |
| ------------------------------- | ------------------- | ----------------- | ------------------ | ------------------------ | ------------------------ | ---------------------------------- |
| Université de Birmingham        | 151–200             | 80=               | 101                | 12                       | 36                       | 22                                 |
| Université de Bristol           | 97                  | 54                | 81                 | 16                       | 16                       | 16                                 |
| Université de Cambridge         | 5                   | 2                 | 5                  | 1                        | 3                        | 3                                  |
| Université de Cardiff           | 151–200             | 186               | 190                | 27                       | 46                       | 25                                 |
| Université de Durham            | 301–400             | 89=               | 174                | 6                        | 6                        | 7                                  |
| Université d'Edimbourg          | 40                  | 27                | 30=                | 15                       | 15                       | 13                                 |
| Université d'Exeter             | 151–200             | 169=              | 177=               | 14                       | 18                       | 11                                 |
| Université de Glasgow           | 101–150             | 78                | 87=                | 29                       | 14                       | 12                                 |
| Imperial College London         | 25                  | 2                 | 8                  | 5                        | 5                        | 5                                  |
| King's College de Londres       | 53                  | 40=               | 38=                | 24                       | 28                       | 27                                 |
| Université de Leeds             | 151–200             | 82=               | 129                | 23                       | 37                       | 24                                 |
| Université de Liverpool         | 101–150             | 165=              | 168=               | 18=                      | 27                       | 29=                                |
| London School of Economics      | 151–200             | 50=               | 46                 | 3                        | 4                        | 4                                  |
| Université de Manchester        | 52                  | 34=               | 51                 | 22                       | 31                       | 23                                 |
| Université de Newcastle         | 201–300             | 129               | 168=               | 26                       | 63                       | 37                                 |
| Université de Nottingham        | 101–150             | 108               | 130=               | 30                       | 62                       | 32                                 |
| Université d'Oxford             | 6                   | 3                 | 1                  | 2                        | 1                        | 2                                  |
| Queen Mary University of London | 201–300             | 120=              | 135                | 50                       | 74                       | 46                                 |
| Université Queen's de Belfast   | 301–400             | 206=              | 201–250            | 25                       | 43                       | 31                                 |
| Université de Sheffield         | 151–200             | 105=              | 105                | 18=                      | 20                       | 18                                 |
| Université de Southampton       | 151–200             | 80=               | 97=                | 20                       | 22                       | 17                                 |
| University College de Londres   | 16                  | 9                 | 22                 | 9                        | 9                        | 6                                  |
| Université de Warwick           | 101–150             | 69=               | 106=               | 10                       | 8                        | 9                                  |
| Université d'York               | 301–400             | 184               | 147                | 17                       | 25                       | 15                                 |